# Congregacions religioses d'ursulines
Les congregacions religioses d'ursulines són congregacions de germanes, instituts religiosos femenins de dret pontifici, que s'originaren a partir de la difusió de la tasca de la Companyia de Santa Úrsula, fundada per Àngela Merici en 1535 per a donar educació cristiana gratuïta a les noies. La Companyia original era un institut secular, on les seves membres eren laiques, no emetien vots religiosos ni vivien en comunitat.
No obstant així, un grup d'ursulines es va reunir per fer vida en comú, també a Brèscia, dedicant-se a la gestió de l'orfenat "della Pietà" (1532). Quan les ursulines es van establir en altres diòcesis, els bisbes respectius les van obligar a fer vots i vida en comú, generalment formant congregacions religioses a les quals donaven constitucions pròpies, mantenint l'objectiu inicial de donar educació a les noies.
La més antiga va ser la congregació de Germanes Ursulines de Sant Carles de Milà, formada per sant Carles Borromeo en 1566 quan va cridar les ursulines de Brèscia a la seva diòcesi. La majoria van desaparèixer durant l'època napoleònica, però altres van ser restaurades posteriorment.
Entre les congregacions d'ursulines existents, les majors són:
- Germanes Ursulines de Sant Carles de Milà, la més antiga de totes, fundada per Carles Borromeo (1566) i restaurada el 1824 per Maria Maddalena Barioli;
- Germanes Ursulines Missioneres del Sagrat Cor de Jesús de Parma, fundades el 1575 per Ottavio Farnese;
- Religioses de la Companyia de Santa Úrsula de Dole, 1606 per Anne de Xainctonge;
- Germanes Ursulines de Maria Immaculada de Piacenza, 1649 per Margherita de' Medici;
- Ursulines de Jesús (o de Chavagnes), nascudes el 1802 a Chavagnes-en-Paillers com a Filles del Verb Encarnat;
- Ursulines de Tildonk, a Bèlgica en 1810;
- Germanes de la Companyia de Santa Úrsula de la Santa Mare de Déu de Tours, el 1814 a partir de la congregació de Dole;
- Germanes Ursulines de Maria Verge Immaculada de Gandino, fundades per Francesco Della Madonna en 1818;
- Germanes Ursulines de Sant Jeroni de Somasca, per Caterina Cittadini en 1844;
- Germanes Ursulines Filles de Maria Immaculada, en 1856 a Verona per Zefirino Agostini;
- Germanes Ursulines del Sagrat Mont de Varallo, 1902 a Scopa;
- Germanes Ursulines del Sagrat Cor de Maria de Breganze, 1907 per Giovanna Meneghini;
- Germanes Ursulines del Sagrat Cor de Jesús Agonitzant, per Urszula Ledóchowska.